# Klasztor São Vicente de Fora
Klasztor São Vicente de Fora (port: Mosteiro de São Vicente de Fora, Klasztor św. Wincentego za Murami) – kościół i klasztor z XVII wieku, w Lizbonie, w Portugalii. Jest to jeden z najważniejszych klasztorów i manierystycznych budynków w całym kraju. W klasztorze znajduje się również królewski panteon monarchów z dynastii Bragança.